# Kravica
Kravica (szerb írással: Кравица) egy túlnyomórészt szerbek lakta falu Bosznia-Hercegovina keleti határához közel, Bratunac megyében, Srebrenicától nem messze. Közigazgatásilag a Szerb Köztársasághoz tartozik.
1991-ben a falu lakossága 357 fő volt, amiből 353 fő vallotta magát szerbnek, úgy hogy senki sem vallotta magát bosnyáknak, horvátnak vagy jugoszlávnak. Az 1992-1995-ös boszniai háború alatt, az 1993-as támadásokban a falu jelentősen megrongálódott. 1995-ben a legvéresebb helyszíne volt a srebrenicai mészárlásnak.